# 안시현 (모델)
안시현(본명: 안미선, 1984년 11월 14일 ~ )은 대한민국의 모델이자 대학 교수이다. 2013년에 '태 요가: 섹시 보디라인을 살린다'라는 책을 출판하는 등 활발한 활동을 전개했으며 디지털서울문화예술대학교에서 모델학과 교수로 활동했다.

## 출신학교
- 동덕여자대학교 스포츠모델학과 학사 수료
- 동덕여자대학교 패션전문대학원 패션학과 석사 수료
- 동덕여자대학교 패션전문대학원 패션학과 박사 과정

## 활동 및 경력

### 모델
- 2003 '엘리트모델' 본선 진출
- 2010 '비비안' 광고
- 2010, 2011 '필라 인티모' 패션쇼
- 2012 S/S '캘빈클라인' 카탈로그
- 2010~2012 '비너스' 광고
- 2011 서울모터쇼 금호타이어 부스 모델
- 2011 부산국제모터쇼 기아자동차 부스 모델
- 서울컬렉션, sfaa, 이상봉, 앤디앤뎁, 나이키, 아디다스, 에스까다, 캘빈클라인 등 다수 모델 활동

### 방송
- 《스타뉴스》 (Y-STAR, 2012년 7월) 메인 MC
- 《스타뷰티쇼》 (SBSE!, 2013년 10월) 전문 대역 모델
- 《블라인드 테스트쇼 180도》 (tvN, 2013년 3월) 전문 대역 모델
- 《아침마당》 (KBS, 2012년 6월) 전문 대역 모델
- 《세대공감 1억 퀴즈쇼》 (SBS, 2012년 4월 7일) 워킹 강사
- 《화성인 바이러스》 (tvN, 2012년 2월 13일) 황금비율녀 (전문 대역모델)

### CF 및 화보 촬영 브랜드
- BC카드 - CF, 모델
- 아이리버 - CF, 모델
- 미닛메이드 - 지면, 모델
- CJ 미초 - CF, 송혜교 대역 모델
- 롯데건설 롯데캐슬 - CF, 장진영 대역 모델
- 롯데홈쇼핑 - CF, 강수정 대역 모델
- 신영와코루 비너스 브이포미(V for me) - CF, 한예슬 대역 모델
- 스케쳐스 쉐이프업스 레깅스 - CF, 황정음 대역 모델
- 캘빈클라인 - CF, f(x) 대역 모델
- SK주식회사 엔크린 - CF, 모델
- 영화 《오감도》- 메인 포스터

### 저서
- 《태 요가: 섹시 보디라인을 살린다》 (스타일북스) 2013년 6월 20일 ISBN 9788962605983